# Festival international du film de Moscou 1981
Le 12e festival international du film de Moscou se tient du 7 au 21 juillet 1981. Les prix d'or sont attribués au film brésilien O Homem que Virou Suco réalisé par João Batista de Andrade, au film vietnamien The Abandoned Field: Free Fire Zone dirigé par Nguyen Hong Shen et au film franco-helvético-soviétique Teheran 43 d'Aleksandr Alov et Vladimir Naumov.

## Jury
- Stanislav Rostotski (URSS – président du jury)
- Juan Antonio Bardem (Espagne)
- Basu Bhattacharya (Inde)
- Jerzy Hoffman (Pologne)
- Jacques Duqeau-Rupp (France)
- Bata Živojinović (Yougoslavie)
- Komaki Kurihara (Japon)
- Jay Leyda (États-Unis)
- Miguel Littín (Chili)
- László Lugossy (Hongrie)
- Nelson Pereira dos Santos (Brésil)
- Gian Luigi Rondi (Italie)
- Olzhas Suleimenov (USSR)
- Med Hondo (Mauritanie)
- Lyudmila Chursina (URSS)

## Films en compétition
Les films suivants sont sélectionnés pour la compétition principale :
| Titre anglais ou français           | Titre original                       | Réalisateur(s)                  | Pays d'origine                   |
| ----------------------------------- | ------------------------------------ | ------------------------------- | -------------------------------- |
| Ali au pays des mirages             | Ali au pays des mirages              | Ahmed Rachedi                   | Algérie                          |
| Al Qadisiyya                        | Al Qadisiyya                         | Salah Abou Seif                 | Irak                             |
| Jeppe på bjerget                    | Jeppe pa bjerget                     | Kaspar Rostrup                  | Danemark                         |
| The Pale Light of Sorrow            | Lumina palidă a durerii              | Iulian Mihu                     | Roumanie                         |
| Der Bockerer                        | Der Bockerer                         | Franz Antel                     | Autriche, Allemagne de l'Ouest   |
| Brothers and Sisters                | Brothers and Sisters                 | Richard Woolley                 | Grande-Bretagne                  |
| Temporary Paradise                  | Ideiglenes paradicsom                | András Kovács                   | Hongrie                          |
| O Homem que Virou Suco              | O Homem que Virou Suco               | João Batista de Andrade         | Brésil                           |
| Gary Cooper, qui êtes aux cieux     | Gary Cooper, que estás en los cielos | Pilar Miró                      | Espagne                          |
| Tree Dzhamal                        | Derevo Dzhamal                       | Khodzha Kuli Narliyev           | Union soviétique                 |
| Diva                                | Diva                                 | Jean-Jacques Beineix            | France                           |
| Savage Breed                        | Razza selvaggia                      | Pasquale Squitieri              | Italie                           |
| For Freedom!                        | For Freedom!                         | Ola Balogun                     | Nigeria, Grande-Bretagne         |
| Yo Ho Ho                            | Yo Ho Ho                             | Zako Heskiya                    | Bulgarie                         |
| Bloody Season                       | Fasl-e khoon                         | Habib Kavosh                    | Iran                             |
| La Rivière de boue                  | Doro no kawa                         | Kōhei Oguri                     | Japon                            |
| Belønningen                         | Belønningen                          | Bjørn Lien                      | Norvège                          |
| Notre fille                         | Notre fille                          | Daniel Kamwa                    | Cameroun, France                 |
| Our Short Life                      | Unser kurzes Leben                   | Lothar Warneke                  | Allemagne de l'Est               |
| Kalyug                              | Kalyug                               | Shyam Benegal                   | Inde                             |
| The Moth                            | Ćma                                  | Tomasz Zygadło                  | Pologne                          |
| Night by the Seashore               | Yö meren rannalla                    | Erkko Kivikoski                 | Finlande                         |
| The Abandoned Field: Free Fire Zone | Canh jong hoang                      | Nguyen Hong Shen                | Vietnam                          |
| Guardafronteras                     | Guardafronteras                      | Octavio Cortázar                | Cuba                             |
| Sentimental                         | Sentimental (requiem para un amigo)  | Sergio Renán                    | Argentine                        |
| Une saison de paix à Paris          | Sezona mira u Parizu                 | Predrag Golubović               | Yougoslavie, France              |
| The Pretenders                      | De Pretenders                        | Jos Stelling                    | Pays-Bas                         |
| Seduction                           | La seducción                         | Arturo Ripstein                 | Mexique                          |
| À nous la victoire                  | Escape to Victory                    | John Huston                     | États-Unis                       |
| Bikaya suar                         | Bikaya suar                          | Nabil Maleh                     | Syrie                            |
| Teheran 43                          | Tegeran 43                           | Aleksandr Alov, Vladimir Naumov | Union soviétique, France, Suisse |
| Trokadero                           | Trokadero                            | Klaus Emmerich                  | Allemagne de l'Ouest, Autriche   |
| Au revoir... à lundi                | Au revoir... à lundi                 | Maurice Dugowson                | Canada, France                   |
| Morning Undersea                    | Manhã Submersa                       | Lauro António                   | Portugal                         |
| Pictures                            | Pictures                             | Michael Black                   | Nouvelle-Zélande                 |
| Khatan-Bator                        | Khatan-Bator                         | G. Jigjidsuren                  | Mongolie                         |
| The Charter Trip                    | Sällskapsresan                       | Lasse Åberg                     | Suède                            |
| The Man with the Carnation          | O anthropos me to garyfallo          | Nikos Tzimas                    | Grèce                            |
| Ta chvíle, ten okamžik              | Ta chvíle, ten okamžik               | Jiří Sequens                    | Tchécoslovaquie                  |
| El caso Huayanay                    | El caso Huayanay                     | Federico García                 | Pérou                            |

## Prix
- Prix d'or :
  - O Homem que Virou Suco de João Batista de Andrade
  - The Abandoned Field: Free Fire Zone de Nguyen Hong Shen
  - Teheran 43 d'Aleksandr Alov et Vladimir Naumov
- Prix d'argent :
  - Temporary Paradise d'András Kovács
  - Belønningen de Bjørn Lien
  - La Rivière de boue de Kōhei Oguri
- Prix spéciaux :
  - Ali au pays des mirages D'Ahmed Rachedi
  - Yo Ho Ho de Zako Heskiya
  - Ta chvíle, ten okamžik de Jiří Sequens
  - Une saison de paix à Paris de Predrag Golubović
- Prix :
  - Meilleur acteur : Karl Merkatz pour Der Bockerer
  - Meilleur acteur : Tito Junco pour Guardafronteras
  - Meilleur acteur : Roman Wilhelmi pour The Moth
  - Meilleure actrice : Mercedes Sampietro pour Gary Cooper, qui êtes aux cieux
  - Meilleure actrice : Maya-Gozel Aimedova pour Tree Dzhamal
- Diplômes spéciaux :
  - The Man with the Carnation de Nikos Tzimas
  - El caso Huayanay de Federico García
  - Morning Undersea de Lauro António
  - The Pale Light of Sorrow de Iulian Mihu
  - Night by the Seashore d'Erkko Kivikoski
- Diplômes :
  - jeune acteur : Viktor Chouchkov pour Yo Ho Ho
- Prix FIPRESCI: The Abandoned Field: Free Fire Zone de Nguyen Hong Shen

## Source de la traduction
- (en) Cet article est partiellement ou en totalité issu de l’article de Wikipédia en anglais intitulé « 12th Moscow International Film Festival » (voir la liste des auteurs).